# 尤里卡鎮區 (密歇根州)
尤里卡鎮區（英語：Eureka Township）是位於美國密歇根州蒙卡爾姆縣的一個特設鎮區。

## 地方資料
尤里卡鎮區的面積為76.70平方千米，當中陸地面積為74.40平方千米，而水域面積為2.30平方千米。根據2020年美國人口普查的數據，當地共有人口4211人，而人口密度為每平方千米54.9人。